# Viviennea tenuifascia
Viviennea tenuifascia är en fjärilsart som beskrevs av Rothschild 1917. Viviennea tenuifascia ingår i släktet Viviennea och familjen björnspinnare. Inga underarter finns listade i Catalogue of Life.